# Tarachidia margarita
Tarachidia margarita là một loài bướm đêm trong họ Noctuidae.